# Chamkarmon
Chamkarmon es uno de los doce distritos que forman la provincia camboyana de Nom Pen, con una población estimada en marzo de 2008 de 182 004 habitantes. Está dividido en las siguientes  comunas (khum), que se muestran asimismo con población estimada de 2008:
- Boeng Keng Kang Bei 22,200
- Boeng Keng Kang Muoy 12,440
- Boeng Keng Kang Pir 11,202
- Boeng Trabaek 8,652
- Oulampik 9,686
- Phsar Daeum Thkov 21,977
- Tonle Basak 30,234
- Tumnob Tuek 18,169
- Tuol Svay Prey Muoy 13,621
- Tuol Svay Prey Pir 10,717
- Tuol Tumpung Muoy 12,375
- Tuol Tumpung Pir 10,731[1]